# 컴퍼니 오브 히어로즈
《컴퍼니 오브 히어로즈》(Company of Heroes, 이하 COH)는 렐릭 엔터테인먼트가 개발한 실시간 전략 시뮬레이션 게임이다. COH는 2006년 9월 14일 발매를 시작했으며, 독립형 확장팩, 《컴퍼니 오브 히어로즈: 오퍼징 프론트》를 2007년 9월 25일에 발매했다. 2009년 4월 9일 미션팩 《컴퍼니 오브 히어로즈: 테일즈 오브 밸러》 발매를 시작하였다.
COH는 플레이어를 노르망디 전투 및 연합군이 프랑스를 점령하는 도중의 2개의 미군 부대에게 명령하는 위치에 놓이게 된다. 임무에 따라서 플레이어는 에이블 중대 또는 폭스 중대를 지휘하게 된다. 후자는 101 공수 사단이고, 전자는 미국 29 보병 사단이다.
새로운 미션팩 컴퍼니 오브 히어로즈: 테일즈 오브 벨러는 기존의 오리지널과 오퍼징 프론트가 필요없이 단독으로 설치할 수 있다. 테일즈 오브 벨러는 미하일 비트만 대위의 티거전차 운용 미션과 미국 공수부대 미션, 추축군 방어 미션이 추가되었다. 또한 오퍼레이션 모드로 전차전, 강습작전, 방벽작전 게임을 즐길 수가 있다.

## 게임플레이

### 진영
COH에는 연합과 추축, 두 가지 세력이 있으며 각 세력마다 두 가지의 진영이 존재한다. 대전은 항상 연합군과 추축군 사이에서만 벌어지며 같은 세력끼리는 서로 싸울 수 없다. 유저들이 THQ와 렐릭에 미러매치가 되지 않는 점에 대해서 물어보았지만, THQ와 렐릭은 게임 컨셉일 뿐이라고 답했다.
연합군
- 미국 - 미국군은 다른 진영들에 비해서 저렴하고 풍부한 물량을 바탕으로 전투를 펼쳐나가는 것이 특징이며, 빠른 테크트리를 이용해 날카로운 전술을 구사할 수 있다. 다수의 물량과 기동성있는 전술로 적을 제압하기에 적절한 진영이다.
- 영국 - 영국 진영은 방어적 성향이 굉장히 두드러진 진영이다. 다양한 종류의 진지를 구축하여 거점을 진지화할 수 있으며 본부가 건물이 아닌 캠핑 트럭으로 되어 있어서 원하는 거점을 중심으로 진지를 구축하고 병력을 정비할 수 있다. 또한 각종 포격에 능한 진영이므로 자신의 진지를 견고히 방어하면서도 적의 거점을 원거리에서 꾸준히 압박할 수 있다.

추축군
- 독일 국방군 - 국방군은 독일군의 핵심 전력으로 꼼꼼하면서도 다양한 전술을 구사할 수 있는 진영이다. 테크트리의 구성이 탄탄하며, 다양한 종류의 유닛을 조합하여 사용하기에 용이하다. 비록 연합군에 비해서 물량이 부족하지만 유닛 하나하나의 전투력은 연합군에 비해서 더 우세하다.
- 판저 엘리트 - 판저 엘리트는 국방군과 같은 독일군이지만 전혀 다른 체제로 운영되는 상당히 공격적인 진영이다. 상당수의 유닛들이 기계화되어 있으며 보병들 역시 기갑 유닛들과 연계하여 전투를 수행한다. 빠르고 기동력있는 기계화 유닛을 중심으로 공격적인 전술을 펼치기에 좋은 진영이다.

### 2. 자원
COH에서의 자원 관리는 부대강화와 같은 세밀한 관리를 가능하게 해준다. 이 결과, 전술적인 RTS 경험을 창조 해낼 수 있다.
플레이어는 반드시 지도상의 특정 지역을 점유해야 한다. 플레이어는 점유한 특정 지역으로부터 더 많은 자원을 획득할 수 있다. 이 개념은 플레이어에게 점유지를 일정하게 확장시킬 것을 요구한다. 이 포인트들은 보급선 같은 개념으로 취급된다. 그렇기 때문에, 전투를 벌이면서 플레이어는 보급선 밖에 있는 포인트를 더 획득할 수 있다. 이 지역을 뺏는 것을 통해 나머지 포인트를 고립시킬 수 있다. 그렇게 되면
플레이어는 적의 자원수입을 감소시킬 수 있다.
플레이어는 3가지의 자원을 모으게 된다. 인력(Manpower), 군수품(Munitions), 연료(Fuel). 인력은 모든 유닛 생산에 필요로 한다. 군수품은 플레이어가 각각의 분대 또는 차량을 업그레이드시키고 특별한 능력을 사용하는 것을 가능하게 한다. 연료는 플레이어가 더 강한 업그레이드뿐만 아니라 탱크와 다른 차량을 생산하는 것을 가능하게 한다. 인력을 소비하여, 관측소를 자신의 포인트에 건설하여 생산을 증가시키면 적의 탈취가 더 힘들어 지게 된다. 이것은 장기적인 자원의 수입을 위해 단기적인 자원의 희생을 의미하며, 자원포인트들은 반드시 서로 연결돼 있어야 한다. 점유했지만 연결되지 않은 포인트에서는 추가 자원을 획득할 수 없다.
게임 유닛은 일반적으로 꽤 많은 양의 규모로 생성된다. 이 많은 양의 유닛들을 하나로 뭉친 인터페이스를 가진 컴퍼니 오브 히어로즈는 RTS장르에서 다른 게임과 분류하는 기준이 된다. 비슷한 인터페이스를 가진 게임으로는 워해머 40,000: 돈 오브 워과 워 해머 40,000 2가 있다.

### 유닛
이 게임의 장소는 제2차 세계 대전을 배경으로 하고 있다. 플레이어는 연합국 또는 추축국을 선택하여 플레이를 할 수가 있다, 각각의 진영은 각기 다른 용병술을 요구한다.
연합군의 유닛은 같은 자원에 더 많고, 더 다재다능한 경향이 있는 반면에 추축군의 유닛은 전투력이 높고, 강한 경향을 보인다. 사실에 근거하여 만들어낸 게임인 만큼 게임의 초반은 보병전투와 건물의 이용, 엄폐 그리고 장애물과 지뢰 등을 설치하여 적을 저지하거나 보병들의 소소한 전투가 벌어지며 이전투를 중점으로 자원을 확보하거나 방어선을 만들어 간다. 후반에는 더욱 전술적인 지원과 능력이 활성화되며 공중지원, 폭격, 전차 등을 이용할 수 있지만 초반의 보병들을 후반에도 여전히 유용하게 사용할 수 있다.
COH에서는, 여러 가지 상황적 요소가 결과를 좌우하기 때문에, 플레이어는 유닛의 관리와 운용에 많은 주의를 기울여야 한다. 보병의 엄페물 유무, 보병의 사기, 언덕과 평지의 차이, 전차의 전 후방의 방어력 - 전차의 상태이상, 포의 구경에 상대방 유닛에 대한 피해 등 많은 상황적 요소를 고려해야만 효율적인 전투를 이끌 수 있다.
또한 COH는 플레이어가 각 국의 지휘방식을 선택하도록 유도한다.
1. 미군 : 보병중대, 공수중대, 기갑중대
2. 영국군 : 왕립 포병대, 코만도, 왕립 공병대
3. 추축군 : 방어 독트린, 전격 독트린, 테러 독트린
4. 판저 엘리트(전차군단) : 초토화, 루프트바페, 전차파괴

이런 지휘방식에 따라 어떤 종류의 유닛들이 생산되기도 하며, 어떤 유닛들은 스킬을 부여받거나, 영토 방어에 효율성을 가질 수 있게 되며, 심지어는 단 한번의 공격으로 상대를 무력화 시킬 수 있는 스킬이 생기기도 한다. 이런 다양한 스킬을 이용하여 전세를 역전시킬 수도 있으며 쐐기를 박아버릴 수도 있다.
2007년에는 컴퍼니 오브 히어로즈의 독립형 확장팩, 컴퍼니 오브 히어로즈 - 어포징 프론트가 출시되기도 하였다.
컴퍼니 오브 히어로즈:테일즈 오브 벨러는 2009년 4월 9일엔 미주, 유럽 동시 발매가, 4월 15일에는 국내 정식 발매가 이루어졌다.

### 후속작
2013년 6월 25일에 <컴퍼니 오브 히어로즈 2: 잊혀진 희생>이 출시되었다.
컴퍼니 오브 히어로즈 2는 소련과 독일이 격전을 벌인 제2차세계대전 당시의 동부전선을 주제로 다룬 게임이다. <컴퍼니 오브 히어로즈 2>의 가장 큰 특징은 콜드테크(ColdTech) 시스템을 통해 영하 40도가 넘는 혹독한 추위를 실제와 같이 재현했다는 것인데 플레이어는 강추위로부터 병력을 보호하기 위해 건물에 불을 붙이거나, 따뜻한 옷을 제공하려는 노력을 해야 한다. 그뿐만이 아니다. 눈은 건물과 차량, 도로에 쌓여 병력의 이동을 제한하고, 흔적을 남겨 적에게 병력의 이동 경로를 알려준다. 얼음 역시 병력과 차량의 움직임에 영향을 준다. 플레이어는 눈을 치울 수 있으며, 적이 지나갈 때 얼음을 파괴해 차가운 물속으로 적을 빠트릴 수도 있다. 현실과 같이 게임에서 새로 내린 눈은 흔적을 지우고, 깨진 얼음은 시간이 지남에 따라 다시 얼어붙는다. 렐릭의 게임 디렉터 퀸 더피(Quinn Duffy)는 “<컴퍼니 오브 히어로즈 2>는 신뢰성을 바탕으로 한다. 동부전선을 다룬 게임은 극한의 기상 조건을 구현하지 않고는 완성할 수 없다. 우린 에센스 엔진의 발전된 기술로 독일군을 곤경에 빠뜨렸던 혹독한 소련의 겨울을 정확하게 구현했다”고 밝혔다.
<컴퍼니 오브 히어로즈 2>는 자신의 병사들이 볼 수 있는 것만 볼 수 있는 트루사이트(TrueSight) 와 시베리아의 겨울을 재현한 콜드테크(ColdTech)를 적용하여 전략 시뮬레이션 게임으로서 정확성을 더욱 살렸다.
<컴퍼니 오브 히어로즈> 시리즈는 2차 세계대전을 배경으로 한 실시간 전략시뮬레이션(RTS)게임이다. 전작 <컴퍼니 오브 히어로즈>는 서부전선을 다뤘으며, <컴퍼니 오브 히어로즈 2>는 1941년 독일이 소련을 공격했던 동부전선을 다루고 있다. 여기서 소련군은 1,400만 명의 사상자를 냈다. 플레이어는 소련의 ‘붉은군대’를 지휘해 조국을 침략한 독일군에 맞서야 한다.

## 평가
| 통합 점수     | 통합 점수 |
| 통합사        | 점수      |
| ------------- | --------- |
| 게임랭킹스    | 93.82%    |
| 메타크리틱    | 93%       |
| 평론 점수     |           |
| 평론사        | 점수      |
| 1UP.com       | A+        |
| 유로게이머    | 10/10     |
| 게임스팟      | 9.0/10    |
| 게임스파이    | [ 7 ]     |
| 게임스레이더+ | 10/10     |
| IGN           | 9.4/10    |

| 수상    | 수상                      |
| 평론사  | 수상                      |
| ------- | ------------------------- |
| IGN     | (2006)PC Game of the Year |
| GameSpy | (2006)PC Game of the Year |